# 李前宽
李前宽（1941年1月4日—2021年8月12日），男，汉族，生于辽宁大连，中华人民共和国导演、政治人物。1964年畢業後進入中国电影業和中国內地娱乐圈。歷任吉林省文联副主席、长春电影制片厂总导演、中国电影家协会名誉主席，曾执导《开国大典》等电影。中国民主促进会会员，第十一届全国政协委员。

## 生平
2008年，当选第十一届全国政协委员，代表中国民主促进会，分入第九组。